# State Farm
State Farm Insurance er et amerikansk forsikringsselskab, som udover generelle forsikringer også tilbyder diverse finansielle services. Hovedkvarteret er i Bloomington, Illinois.
State Farm blev etableret i juni 1922 af den pensionerede landmand George J. Mecherle, som et gensidigt bilforsikringsselskab.